# 江藤茂博
江藤 茂博（えとう しげひろ、1955年 - ）は、日本の人文科学者。二松學舎大学文学部都市文化デザイン学科教授。専門は文芸・映像・メディア論。
長崎県長崎市出身。武蔵大学人文学部社会学科卒業。立教大学大学院博士課程後期修了。十文字学園女子大学コミュニケーション学科教授を経て現職。2019年二松學舍大学学長に就任。2023年3月を以て同大学学長を退任。

## 来歴
長崎市の南大浦小学校卒業。この町で、"町の小さな貸本屋の漫画本をあらかた詠み尽くし"、"週刊誌マンガも、すべて読んでいた"。なかでも石森章太郎『サイボーグ009』を楽しみしていた小学生だったという。70年、中学3年生の時に、自分が通っていた学習塾で、そのまま教師のアルバイトも経験したのが、江藤にとって"人生最初のアルバイトであり、最初の教師体験" であり、かなり早い教師経験がわかる。
1974年、高校卒業までを長崎で過ごした後、上京。練馬区にある武蔵大学人文学部社会学科(西武池袋線江古田駅)入学。大学卒業後の80年代は、池袋の立教大学大学院文学研究科に進学。その後、十文字学園女子短期大学専任講師 に着任、1996年には同短期大学助教授 となる。また同時期には予備校講師の活動もしていたようで、"わたしも予備校講師として生活していた時代があって、その時は、正しい答えが出る問題についての解答法を、全国の教室で日々繰り返し語っていた"とも書いていた。この間、国語関係の大学受験学習参考書も数冊出版。またこの頃、学習参考書以外では最初の著書『映像批評の方法』（彩流社　1996）を出版している。
1998年の春には河南省南陽市で日本酒関係の仕事で関係した。中国に関係したのはこれが最初であるという。その後、1999年の秋から翌年の春までは、アメリカ合衆国州立イリノイ大学客員研究員として滞米していた。帰国後、十文字学園女子大学社会情報学部教授を経て、2003年より二松学舎大学文学部国文学科教授に着任。
この間、「『時をかける少女』たち」（彩流社 2002）をはじめ、サブカルチャー関連の本「オタク文化と蔓延する『ニセモノ』ビジネス」や、メディア文化論関連の本を幾つか出版している。2010年に刊行が始まった『横溝正史研究』（戎光祥出版）の編集、2013年に刊行が始まった復刻少年少女小説文庫のパール文庫（真珠書院）の監修を担当。
二松学舎大学の文学部長、文学研究科長、理事を兼務。2019年には、同大学学長に就任。文学博士（二松学舎大学）。そのほか、浙江工商大学日本語言学院客員教授や私立高校の理事などの経歴がある。また、2010年代の出版物としては日本文学関係だけでなくメディア論や文化論等が並ぶが、データベース検索によると、大学紀要などの論考には芥川龍之介を中心とした日本文学関係のものが多い。

## 著書
- 映像批評の方法（彩流社・1996年）
- 「時をかける少女」たち（彩流社・2001年）
- 映画・テレビドラマ原作文芸データブック （勉誠出版・2005年）
- オタク文化と蔓延する「ニセモノ」ビジネス（戎光祥出版・2008年）
- 20世紀メディア年表 1901～2000 （双文社出版・2009年）
- 論語の学校　時習編（対訳付き）（研文社・2018）
- 読む流儀（言視社・2020）

## 訳書
- ジョン・ファウルズの小説と映画（松柏社・2002年）　共訳

## 共編著
- 宝塚スタディーズ（戎光祥出版・2007年　植木朝子・日向薫・清水玲子・加藤暁子　共編著
- アロマテラピー読本（青山社・2010年）市村真納・市村恒士　共著
- 大学生のための文学レッスン（三省堂・2011年）小嶋知善・内藤寿子・山本幸正　共著
- 生きる力がわく「論語の授業」（朝日新聞出版・2013年） 牧角悦子・中根公雄・久米晋平・町泉寿郎・髙山節也・鷲田小彌太　共編著
- メディア文化論（ナカニシヤ出版・2013年）遠藤英樹・松本健太郎　共編
- ショッピングモールと地域（ナカニシヤ出版・2016年）井尻昭夫・大崎紘一・江藤茂博・松本健太郎共編著
- 横溝正史研究　創刊号（戎光祥出版・2009年）山口直孝・浜田知明　共編
- 横溝正史研究　２（戎光祥出版・2010年）　同　共編
- 横溝正史研究　３（戎光祥出版・2010年）　同　共編
- 横溝正史研究　４（戎光祥出版・2013年）　同　共編
- 横溝正史研究　５（戎光祥出版・2013年）　同　共編
- 横溝正史研究　６（戎光祥出版・2017年）　同　共編

## 監修
パール文庫（14冊刊行）［菊池寛「心の王者」海野十三「海底大陸」小酒井不木「少年科学探偵」寺島柾史「怪奇人造島」大河内翠山「真田幸村」松田瓊子「七つの蕾」平田晋策「新戦艦高千穂」バーネット「小公子」小川未明「赤いろうそくと人魚」池田芙蓉「馬賊の唄」キャロル「アリス物語」松本泰「紫の謎」長谷川時雨「林檎」ルブラン「奇巌城」］（真珠書院・2013年～2015年）

## 実用書・学習参考書
- アクセス小論文（土屋書店・1990年）
- 入試サクセス30講 現代文の読解（研数書院・1990年
- 入試サクセス30講 短大の国語(研数書院・1993年）左藤彦　共著
- 書き込み仕上げ　作文・小論文（ブラトー出版・2001年）
- 合格する小論文（土屋書店・2001年）
- 文章力をアップさせる80の技術（すばる舎・2001年
- 「大学」活用術（松柏社・2005年）鷲田小彌太　共著

## その他の執筆
大学紀要論文等を除く
- 「観光という振り子に紡がれる表象空間」（『アジア遊学51』・勉誠出版・2003年）
- 「時をかける少女の文彩」（筒井康隆『時をかける少女』角川文庫解説　2006年）
- 「ねつきみ」論－空間・時間・身体（『現代女性作家読本⑦多和田葉子』高根沢紀子編』・鼎書房・2006年）
- 「旅のスタイル」（「翼の王国　５」・ANA・2012年）
- 「ローカリティの『発見』をめぐる移動の物語」－「ディスカバー・ジャパン」から「江古田スケッチ」まで『空間とメディア』遠藤英樹・松本健太郎編著・ナカニシヤ出版・2015年）